# Giorgio Zancanaro (ciclista)
Giorgio Zancanaro, nacido el 15 de abril de 1940 en Alessandria, es un ciclista profesional italiano que fue profesional de 1961 a 1968. Su logro más destacado fue su tercer puesto en el Giro de Italia 1963.

## Palmarés
1961
- 1 etapa del Tour del Porvenir

1963
- 3º en el Giro de Italia, más 1 etapa

1964
- 1 etapa del Giro de Italia
- Giro de Toscana

1967
- 1 etapa del Giro de Italia

## Resultados en grandes vueltas ciclistas y Campeonatos del Mundo de Ciclismo en Ruta
| Carrera         | 1961 | 1962  | 1963 | 1964 | 1965 | 1966 | 1967 | 1968 |
| --------------- | ---- | ----- | ---- | ---- | ---- | ---- | ---- | ---- |
| Giro de Italia  | -    | 119.º | 3.º  | 32.º | Ab.  | -    | Ab.  | Ab.  |
| Tour de Francia | -    | 64.º  | -    | -    | -    | -    | -    | -    |
| Vuelta a España | -    | -     | Ab.  | -    | -    | -    | -    | -    |
| Mundial en Ruta | -    | -     | -    | -    | -    | -    | -    | -    |